# François Briot
François Briot, född 1550 i Damblain, död 1616 i Montbéliard, var en fransk metallgjutare och medaljgravör. François Briot var stamfader till en familj av franska medaljgravörer.
Briot gjorde sig mest känd som konstnärlig tenngjutare. Hans främsta verk är det i Kunstgewerbemuseum, Dresden förvarade så kallade Temperantiafatet med tillhörande kanna, utsmyckat i låg relief framställande Temperantia och de sju fria konsterna med Minerva i spetsen.

## Biografi

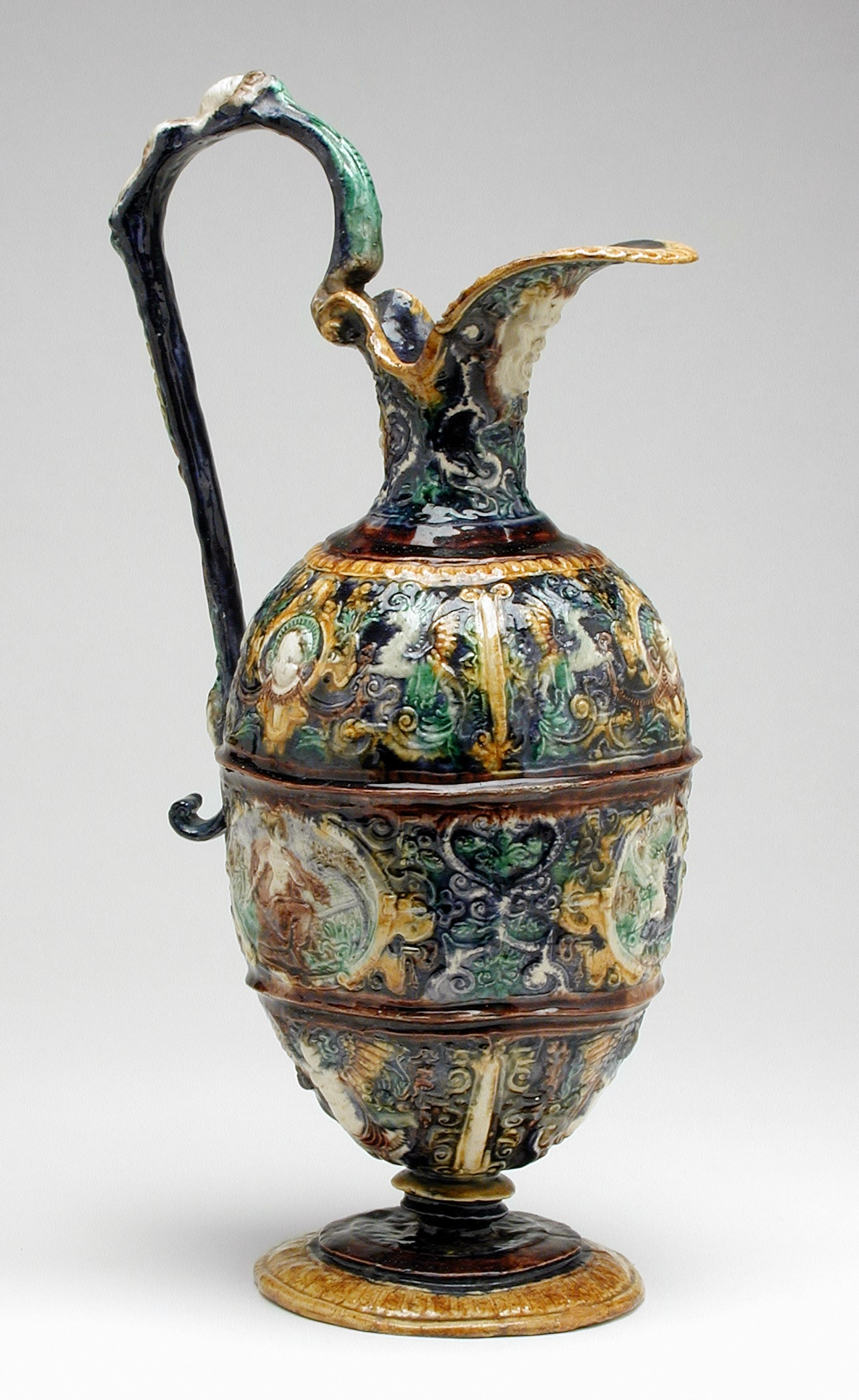
Kanna med groteska dekorationer och kardinaldygderna, tro, hopp och kärlek, utställd på Los Angeles County Museum of Art

François Briot flyttade till Montbéliard i början av 1580, kanske på grund av religiös förföljelse. Han antogs den 12 april som tenngjutare i marskalkskrået eller Saint-Eloi, som samlade hantverkare som arbetar i metall. Han åtnjöt en viss ryktbarhet som medaljgravör och arbetade som sådan åt greve Frédéric de Württemberg. Det gick inte bra, ekonomiskt sett, för Briot. 1616 beordrades försäljning av hans möbler för att betala hans skulder. Många föremål tillskrivs François Briot, men han var inte nödvändigtvis själv skapare av dem, eftersom hans formar återanvändes.
Bland hans viktigaste verk nämns en amfora med en silverplatta under, där de teologiska dygdernas gestalter, de fria konsterna och Minerva är ingraverade, vilket är ett av de mest raffinerade uttrycken för den franska renässansen.
Det sägs att verk med liknande stil, som den Briot hade, finns på olika museer, bland annat Metropolitan Museum of Art, men detta är osäkert.